# José M. Vargas
José María Vargas Ayala (1826 - 1883) fue un político mexicano, tres veces gobernador interino de Yucatán. Nacido en la ciudad de Mérida, Yucatán y muerto en el mismo lugar.

## Datos históricos
El 4 de agosto de 1857 en una sublevación conducida por Isidro González que tomó la villa de Maxcanú, declaró nulas las elecciones estatales anteriores, desconoció a las autoridades y proclamó gobernador provisional de Yucatán a José María Vargas, pero la acción no fue efectiva ya que al día siguiente González y su tropa abandonaron la población por falta de seguidores.
El 19 de junio de 1868 fue declarado gobernador constitucional de Yucatán Manuel Cepeda Peraza y como vicegobernador José María Vargas. El mandato de ambos terminaría el 31 de diciembre de 1869. La situación política en el estado hizo que la capital, Mérida, fuera declarada en estado de sitio y entonces se dispuso que el gobierno fuera asumido por la autoridad militar. En virtud de eso el 1 de febrero de 1869 se le confirió el mando político y militar al coronel José Cevallos Cepeda. Antes de eso, por ausencias del gobernador Cepeda Peraza, José M. Vargas tuvo a su cargo el mando político en dos ocasiones: del 25 de junio al 2 de agosto de 1868 y del 19 de septiembre del mismo año al 1 de febrero de 1869. Vargas presentó su renuncia como vicegobernador el 2 de abril de 1869.
En 1877, siendo 2.º vocal del consejo de gobierno, José María vargas volvió a asumir el mando político en Yucatán con motivo de un viaje a la capital de la república del gobernador José María Iturralde Lara. En esa ocasión le debió corresponder sustituir al gobernador ausente a Liborio Irigoyen, quien era el primer vocal del consejo, pero este se encontraba enfermo.
Vargas falleció en 1883 en Mérida, Yucatán.